# A. Leo Oppenheim
Adolf Leo Oppenheim (Viena, 7 de junho de 1904 – Berkeley, 21 de julho de 1974) foi um assiriólogo (estudioso da civilização assíria) e pesquisador austríaco.
Considerado um dos assiriólogos mais eminentes, foi autor de "A Antiga Mesopotâmia", sua obra mais famosa, e dirigiu o projeto do Dicionário Assírio de Chicago, pelo Oriental Institute, 1955 até 1974.